# Саго

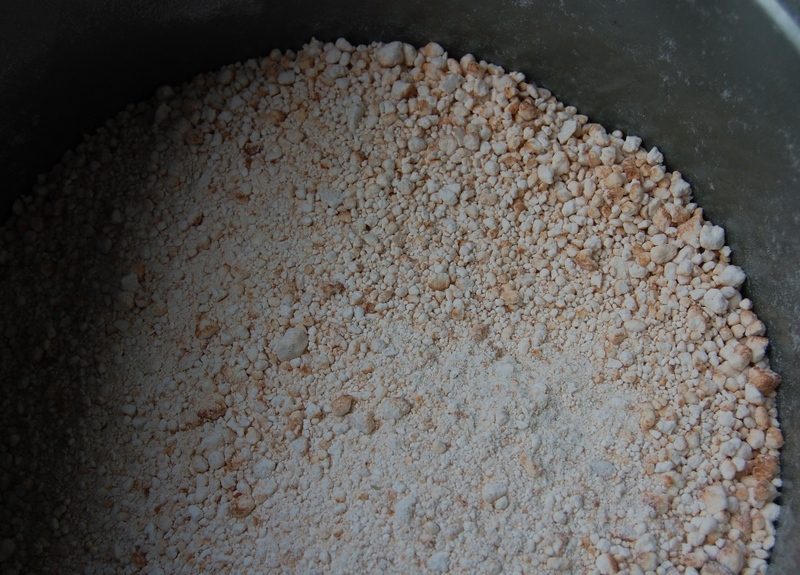
Крупа саго

Саго (малай. sago) — крупа з крохмалю, отриманого з серцевини стовбура сагової та деяких інших пальм, а також штучна крупа з картопляного або кукурудзяного крохмалю.

## Опис
Багата вуглеводами (85 %), містить незначну кількість білків, вітамінів, мінеральних речовин. Використовується при дієтах з необхідністю обмеження білків.
Саго часто комерційно виробляють у формі «перлин» (маленькі округлі агрегати крохмалю, частково клейстеризовані при нагріванні). Перлини саго можна відварити з водою або молоком і цукром, щоб зробити солодкий саговий пудинг. Перлини саго схожі за зовнішнім виглядом на перлини з крохмалю іншого походження, наприклад крохмаль маніоки (тапіока) і картопляний крохмаль. Вони можуть бути взаємозамінними в деяких стравах, а перлини тапіоки часто продаються як «саго», оскільки вони набагато дешевші у виробництві. Порівняно з перлами тапіоки, справжні перлини саго брудно-білі, нерівномірного розміру, крихкі та дуже швидко готуються.
Під назвою портландське саго в Європі продавали смежене кореневище Arum maculatum.

### Сагова пальма

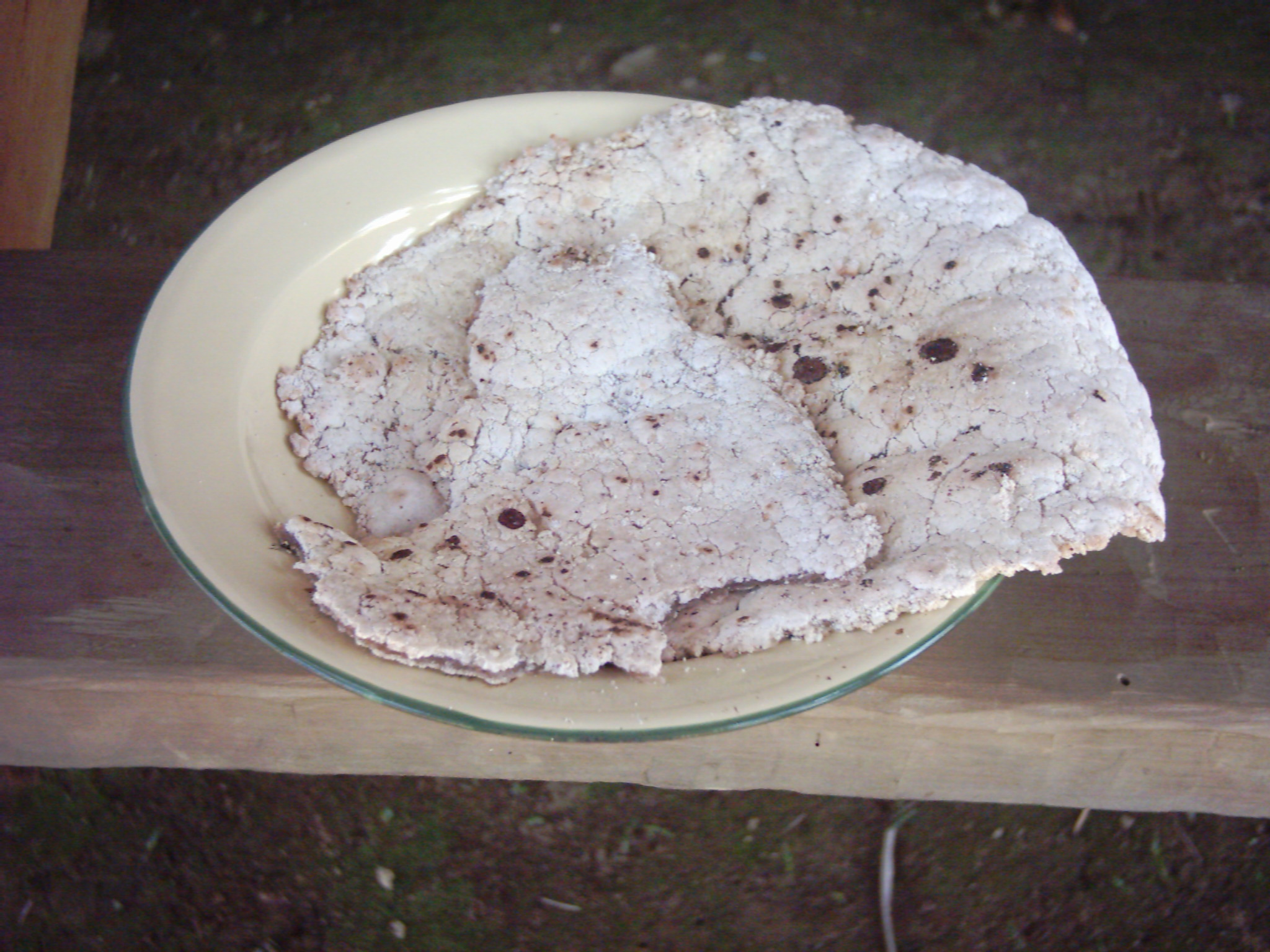
Коржик із саго

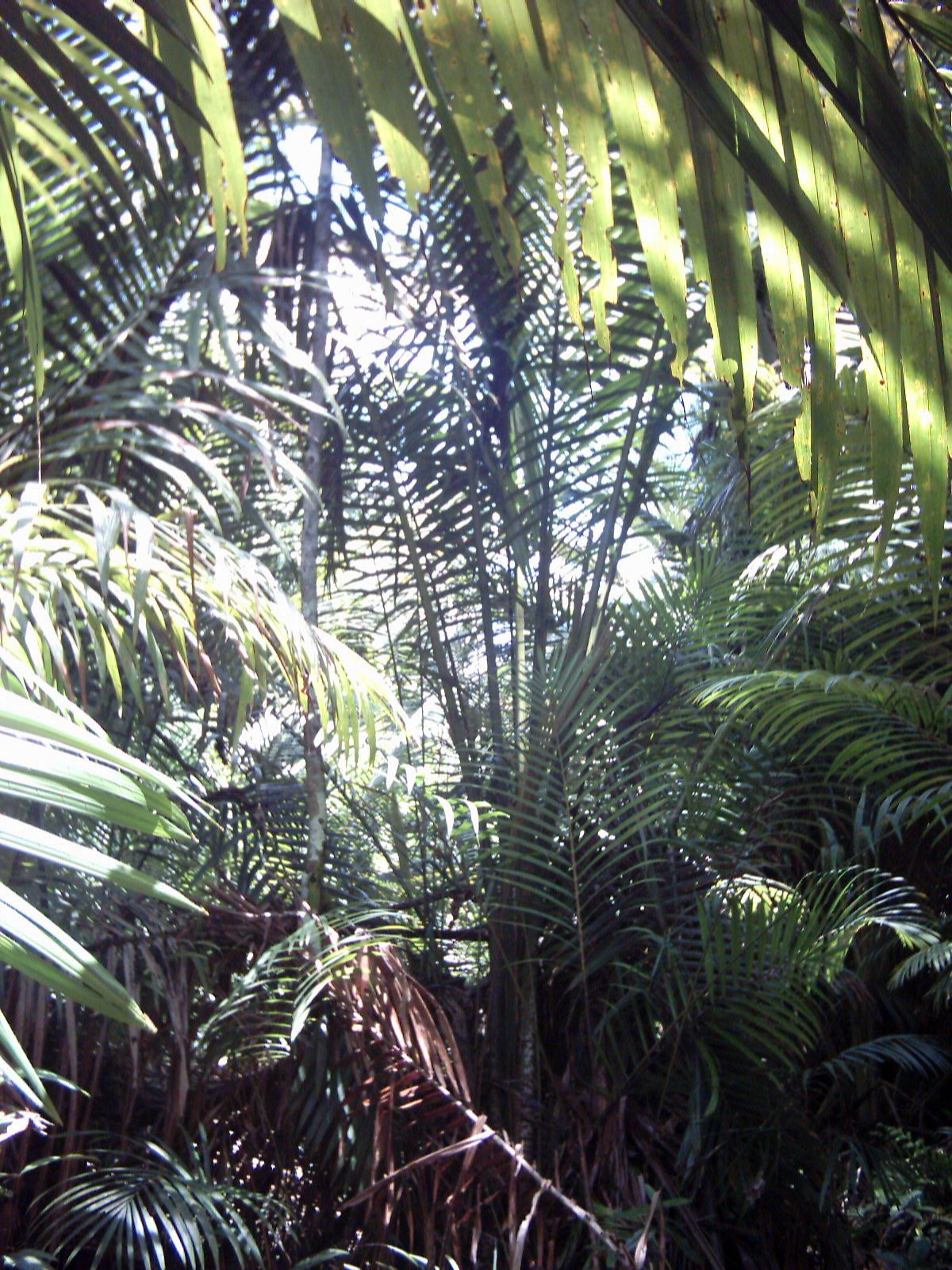
Сагова пальма в Новій Гвінеї

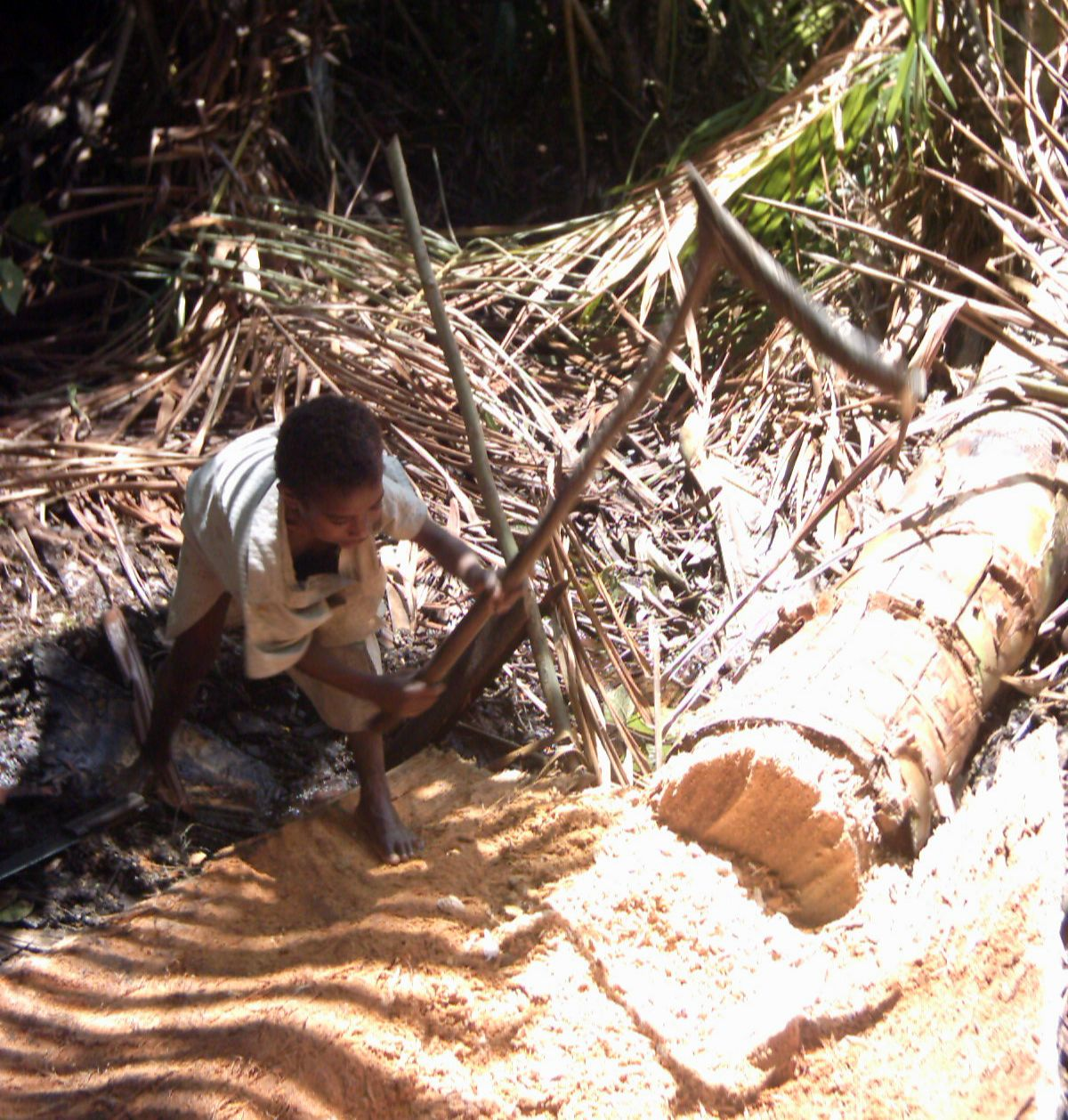
Сагова пальма є об'єктом вирубки для виробництва саго

Сагова пальма росте в низовинах тропічних лісів і вздовж берегів прісноводних боліт Південно-Східної Азії та Нова Гвінея і є основним джерелом саго. Квітне лише один раз протягом життя. Їх рубають у віці 7-15 років, незадовго до цвітіння, коли стебла повні крохмалю. Одна пальма може дати 150—300 кг крохмалю.